# World Games 2025/Teilnehmer (Uruguay)
| Gelbes Symbol für Goldmedaillen mit stilisierten Olympischen Ringen | Graues Symbol für Silbermedaillen mit stilisierten Olympischen Ringen | Braundes Symbol für Bronzemedaillen mit stilisierten Olympischen Ringen |
| ------------------------------------------------------------------- | --------------------------------------------------------------------- | ----------------------------------------------------------------------- |
| —                                                                   | —                                                                     | —                                                                       |

Uruguay nahm an den World Games 2025 mit einem Athleten teil.

## Teilnehmer nach Sportarten

### Jiu Jitsu
| Athleten          | Wettbewerb      | Vorrunde      | Vorrunde | Halbfinale    | Halbfinale    | Finale/Platz 3 | Finale/Platz 3 | Rang |
| Athleten          | Wettbewerb      | Gegner        | Erg.     | Gegner        | Erg.          | Gegner         | Erg.           | Rang |
| ----------------- | --------------- | ------------- | -------- | ------------- | ------------- | -------------- | -------------- | ---- |
| Männer            |                 |               |          |               |               |                |                |      |
| Joaquín Domínguez | Fighting –77 kg | Boy Vogelzang | 0:50     | ausgeschieden | ausgeschieden | ausgeschieden  | ausgeschieden  | 5    |
| Joaquín Domínguez | Fighting –77 kg | Percy Kunsa   | 0:50     | ausgeschieden | ausgeschieden | ausgeschieden  | ausgeschieden  | 5    |